# Jan W. Speerger
Jan Wenceslaus Speerger, vlastním jménem Jan Sperger (29. dubna 1896, Adamov – 25. června 1950, Praha), byl český herec.

## Život
J. W. Speerger, vlastním jménem Jan Sperger, se narodil Rosině Špergrové jako nemanželský syn. Vyučil se kamnářem a údajně navštěvoval keramickou školu v Bechyni. V sedmnácti letech odešel do Prahy. Od roku 1916 byl ženatý s Annou Šubrtovou, se kterou měl syna Jana (1916-1920), který zemřel ve čtyřech letech, a syna Oldřicha Speergera (1919–2009), pozdějšího filmového střihače. Od roku 1915 do své smrti 1950, natočil  285 filmů (vč. dvou slovenských), V letech 1915 až 1930 natočil 83 němých filmů, zemřel po delší nemoci na selhání jater.

## Filmografie

### Herectví
- 1950
  - Přiznání
  - Racek má zpoždění
- 1949
  - Divá Bára
  - Dnes o půl jedenácté
  - DS – 70 nevyjíždí
  - Pytlákova schovanka aneb Šlechetný milionář
  - Revoluční rok 1848
  - Rodinné trampoty oficiála Tříšky
  - Výlet pana Broučka do zlatých časů
  - Vzbouření na vsi
- 1948
  - Dvaasedmdesátka
  - Návrat domů
  - O ševci Matoušovi
- 1947
  - Čapkovy povídky
  - Housle a sen
  - Muzikant
  - Nikdo nic neví
  - Nikola Šuhaj
  - Podobizna
  - Znamení kotvy
- 1946
  - Muži bez křídel
  - Nezbedný bakalář
  - Pancho se žení
  - Průlom
  - Varúj...!
  - Velký případ
  - V horách duní
  - 13. revír
- 1945
  - Rozina sebranec
  - Řeka čaruje
  - Z růže kvítek
- 1944
  - Děvčica z Beskyd
  - Kouříme domovinu
  - Počestné paní pardubické
  - Skalní plemeno
  - Sobota
- 1943
  - Bláhový sen
  - Experiment
  - Mlhy na blatech
  - Žíznivé mládí
- 1942
  - Barbora Hlavsová
  - Host do domu
  - Karel a já
  - Městečko na dlani
  - Okouzlená
  - Přijdu hned
  - Valentin Dobrotivý
- 1941
  - Hotel Modrá hvězda
  - Noční motýl
  - Paličova dcera
  - Preludium
  - Těžký život dobrodruha
- 1940
  - Babička
  - Baron Prášil
  - Druhá směna
  - Minulost Jany Kosinové
  - Panna
  - Pelikán má alibi
  - Štěstí pro dva
  - To byl český muzikant
- 1939
  - Děvče z předměstí anebo Všecko příjde na jevo
  - Dívka v modrém
  - Hvězda z poslední štace
  - Jiný vzduch
  - Kristián
  - Muž z neznáma
  - Ohnivé léto
  - Osmnáctiletá
  - Paní Morálka kráčí městem
  - Teď zas my
  - Veselá bída
- 1938
  - Andula vyhrála
  - Bílá vrána
  - Boží mlýny
  - Cech panen kutnohorských
  - Cestou křížovou
  - Cikánská láska
  - Holka nebo kluk?
  - Krok do tmy
  - Lucerna
  - Neporažená armáda
  - Pán a sluha
  - Panenka
  - Pozor, straší!
  - Slečna matinka
  - Stříbrná oblaka
  - Svatební cesta
  - Svět kde se žebrá
  - Vandiny trampoty
  - Včera neděle byla
  - Zborov
- 1937
  - Advokátka Věra
  - Batalion
  - Děvčátko z venkova
  - Důvod k rozvodu
  - Důvod k rozvodu (německá verze)
  - Falešná kočička
  - Filosofská historie
  - Hordubalové
  - Karel Hynek Mácha
  - Kvočna
  - Láska a lidé
  - Lidé pod horami
  - Naši furianti
  - Panenství
  - Rozvod paní Evy
  - Srdce na kolejích
  - Svět patří nám
  - Švanda dudák
  - Tři vejce do skla
  - Žena pod křížem
- 1936
  - Irčin románek
  - Jízdní hlídka
  - Komediantská princezna
  - Lojzička
  - Manželství na úvěr
  - Naše XI.
  - Páter Vojtěch
  - Sextánka
  - Švadlenka
  - Trhani
  - Tři muži ve sněhu
  - Uličnice
  - Velbloud uchem jehly
  - Vzdušné torpédo 48
- 1935
  - Ať žije nebožtík
  - Cácorka
  - Jánošík
  - Jedna z milionu
  - Koho jsem včera líbal?
  - Maryša
  - Osudná chvíle
  - Pan otec Karafiát
  - Pozdní láska
  - Studentská máma
  - Viktorka
- 1934
  - Dokud máš maminku
  - Grandhotel Nevada
  - Hej - rup!
  - Hrdinný kapitán Korkorán
  - Matka Kráčmerka
  - Mazlíček
  - Na růžích ustláno
  - Nezlobte dědečka
  - Pán na roztrhání
  - Polská krev
  - Tři kroky od těla
  - Za ranních červánků
  - Zlatá Kateřina
  - Žena, která ví, co chce
  - Život je pes (německá verze)
  - Život vojenský – život veselý
- 1933
  - Exekutor v kabaretu
  - Její lékař
  - Jindra, hraběnka Ostrovínová
  - Madla z cihelny
  - Na sluneční straně
  - Okénko
  - Perníková chaloupka
  - Revizor
  - Rozmary mládí
  - Řeka
  - Sedmá velmoc
  - Skřivánčí píseň
  - Srdce za písničku
  - Strýček z Ameriky
  - Svítání
  - Štvaní lidé
  - Vražda v Ostrovní ulici
  - Záhada modrého pokoje
- 1932
  - Anton Špelec, ostrostřelec
  - Funebrák
  - Kantor Ideál
  - Lelíček ve službách Sherlocka Holmese
  - Malostranští mušketýři
  - Peníze nebo život
  - Pepina Rejholcová
  - Písničkář
  - Právo na hřích
  - Sestra Angelika
  - Sňatková kancelář
  - Šenkýřka „U divoké krásy“
  - Tisíc za jednu noc
  - Vězeň na Bezdězi
- 1931
  - Dobrý voják Švejk
  - Karel Havlíček Borovský
  - Loupežník
  - Miláček pluku
  - Obrácení Ferdyše Pištory
  - On a jeho sestra
  - Psohlavci
  - Skalní ševci
  - To neznáte Hadimršku
  - To neznáte Hadimršku (německá verze)
- 1930
  - C. a k. polní maršálek
  - Černé oči, proč pláčete...?
  - Černý plamen
  - Étrange fiancée, L'
  - Opeřené stíny
  - Opeřené stíny (francouzská verze)
  - Vše pro lásku
  - Za rodnou hroudu
- 1929
  - Boží mlýny
  - Hanba
  - Horské volání S. O. S.
  - Chudá holka
  - Monte Christo von Prag, Der
  - Pancéřové auto
  - Svatý Václav
  - Ztracená závěť
- 1928
  - Dva pekelné dny
  - Hřích
  - Osudné noci
  - Podskalák
  - Veterán Votruba
  - Z lásky
  - Životem vedla je láska
- 1927
  - Dráteníček
  - Dům ztraceného štěstí
  - Jejich utrpení
  - Krásná vyzvědačka
  - Květ ze Šumavy
  - Milenky starého kriminálníka
  - Pražské děti
  - Sextánka
  - Ve spárech upíra
- 1926
  - Dar svatební noci
  - Dobrý voják Švejk
  - Kreutzerova sonáta
  - Pantáta Bezoušek
  - Příběh jednoho dne
  - Švejk v ruském zajetí
  - Válečné tajnosti pražské
  - Velbloud uchem jehly
- 1925
  - Do panského stavu
  - Hraběnka z Podskalí
  - Jedenácté přikázání
  - Josef Kajetán Tyl
  - Karel Havlíček Borovský
  - Lucerna
  - Ohnivý drak
  - Okovy
  - Otec a syn
  - Syn hor
  - Šest mušketýrů
  - Vdavky Nanynky Kulichovy
- 1924
  - Bílý ráj
  - Děvče z hor
  - Dvojí život
  - Chyťte ho!
  - Jindra, hraběnka Ostrovínová
  - Nemodlenec
  - Píseň života
- 1923
  - Čarovné oči
  - Tu ten kámen
  - Únos bankéře Fuxe
  - Záhadný případ Galginův
- 1922
  - Drvoštěp
  - Koryatovič
  - O velkou cenu
  - Tulákovo srdce
  - Ty petřínské stráně
  - Venoušek a Stázička
- 1921
  - Cesty k výšinám
  - Děvče ze Stříbrné Hranice
  - Jánošík
  - Kříž u potoka
  - Nad propastí
  - Příchozí z temnot
  - Roztržené foto
- 1920
  - Červená Karkulka
  - Plameny života
  - Za svobodu národa
- 1919
  - Evin hřích
- 1915
  - Sen záložníka

### Režie
- 1938 Cikánská láska
- 1926 Bludné duše
- 1922 Tulákovo srdce